# Nikola Rudle
Nikola Rudle, auch Nikola Jaritz-Rudle (* 1992 in Wien) ist eine österreichische Schauspielerin.

## Leben
Nikola Rudle wurde als Tochter des Schauspielers und Kabarettisten Gerold Rudle und der Schauspielerin Jutta Rudle geboren. In der ORF-Serie Mitten im 8en waren die beiden 2007 als Vater und Tochter Steinlechner zu sehen. Ab 2009 studierte sie an der Konservatorium Wien Privatuniversität Schauspiel, 2013 schloss sie das Studium als Bachelor of Arts ab. Im 2010 erstmals ausgestrahlten ORF/Sat.1-Fernsehfilm Meine Tochter nicht von Wolfgang Murnberger mit Lisa Martinek und Bernhard Schir hatte sie eine Hauptrolle als deren Filmtochter Nadja.
Im Sommer 2019 heiratete sie den Schauspieler Simon Jaritz (Simon Jaritz-Rudle). 2019 begann sie ein Masterstudium Vergleichende Literatur- und Kulturwissenschaft Schwerpunkt: Komparatistik an der Universität Salzburg. Bei der Nationalratswahl 2024 kandidiert sie auf der Landesliste der SPÖ Salzburg.

### Tiroler Landestheater Innsbruck
Ab Herbst 2013 war sie ein Jahr Ensemblemitglied am Tiroler Landestheater Innsbruck, wo sie unter anderem die Rolle der Sopherl in Alpenvorland von Thomas Arzt sowie das Lottchen und die Jugend in Raimunds Bauer als Millionär verkörperte. In der Saison 2014/15 spielte sie im Theater der Jugend in Wien in Die drei Musketiere, außerdem wirkte sie am Salzburger Landestheater in Schnitzlers Anatol als Annie mit. 

### Salzburger Landestheater
Seit Herbst 2015 gehört sie zum Ensemble des Salzburger Landestheaters, seitdem war sie unter anderem als Julia in Romeo und Julia, als Malchen/Salchen in Der Alpenkönig und der Menschenfeind und als junge Sabeth in Homo faber zu sehen. Im März 2017 feierte sie mit der Titelrolle von Frank Wedekinds Lulu Premiere, im März 2018 als Hero in Viel Lärm um nichts, im September 2018 als Caesonia in Caligula von Albert Camus mit Ben Becker in der Titelrolle und im Februar 2019 als Marianne in Geschichten aus dem Wiener Wald. Im März 2019 verkörperte sie in den Kammerspielen des Landestheaters in der Uraufführung von papier.waren.pospischil von Theodora Bauer die Rolle der Angestellten Melli. In Edmond Rostands Cyrano de Bergerac feierte sie im November 2019 in der Rolle des Christian de Neuvillette Premiere. Im August 2020 wirkte sie in Elves and Errors – Elfen und Verwirrungen mit Szenen aus Der Sturm, Was ihr wollt, Ein Sommernachtstraum, Liebes Leid und Lust und Wie es euch gefällt im Park von Schloss Leopoldskron als Rosalind mit.

## Filmografie (Auswahl)
- 2007: Mitten im 8en
- 2008: SOKO Wien – Blutiger Ernst
- 2009: Wer hat Angst vorm schwarzen Mann? (Fernsehfilm)
- 2010: Meine Tochter nicht (Fernsehfilm, Regie: Wolfgang Murnberger)